# Teneramente, cuore di... Panda
Teneramente, cuore di... Panda è il secondo album dei Panda, pubblicato all'inizio del 1979.
Registrato nel corso del 1978 presso lo studio J.S. Bach di Milano, contiene otto tracce sullo stile un po' sdolcinato delle band adolescenziali italiani allora in voga, ma sotto sotto si possono intuire intenzioni più ambiziose con velati riferimenti rock, jazz e funky, le stesse che porteranno poi alla crisi del complesso.
Due brani spiccano sugli altri: Cuore (con le sue malcelate citazioni di Beatles e Queen) e Riuscirò.
Gli arrangiamenti sono degli stessi Panda e Pinuccio Pirazzoli.
L'album è stato ristampato su CD solo nel 2010, con quattro tracce aggiuntive: i due singoli Voglia di morire e Notturno con i rispettivi retri.

## Tracce
1. Teneramente
2. Mio figlio
3. La maga
4. Francesca
5. Cuore
6. Buongiorno sole
7. Specchio
8. Riuscirò

## Formazione
- Osvaldo Pizzoli (voce, flauto e sax)
- Franco Serafini (tastiere e voce)
- Mario Dalla Stella (chitarre)
- Alfredo De Gennaro (basso e voce)
- Gianni Durini (batteria, percussioni e voce)